# Sint-Martinuskerk (Denderbelle)

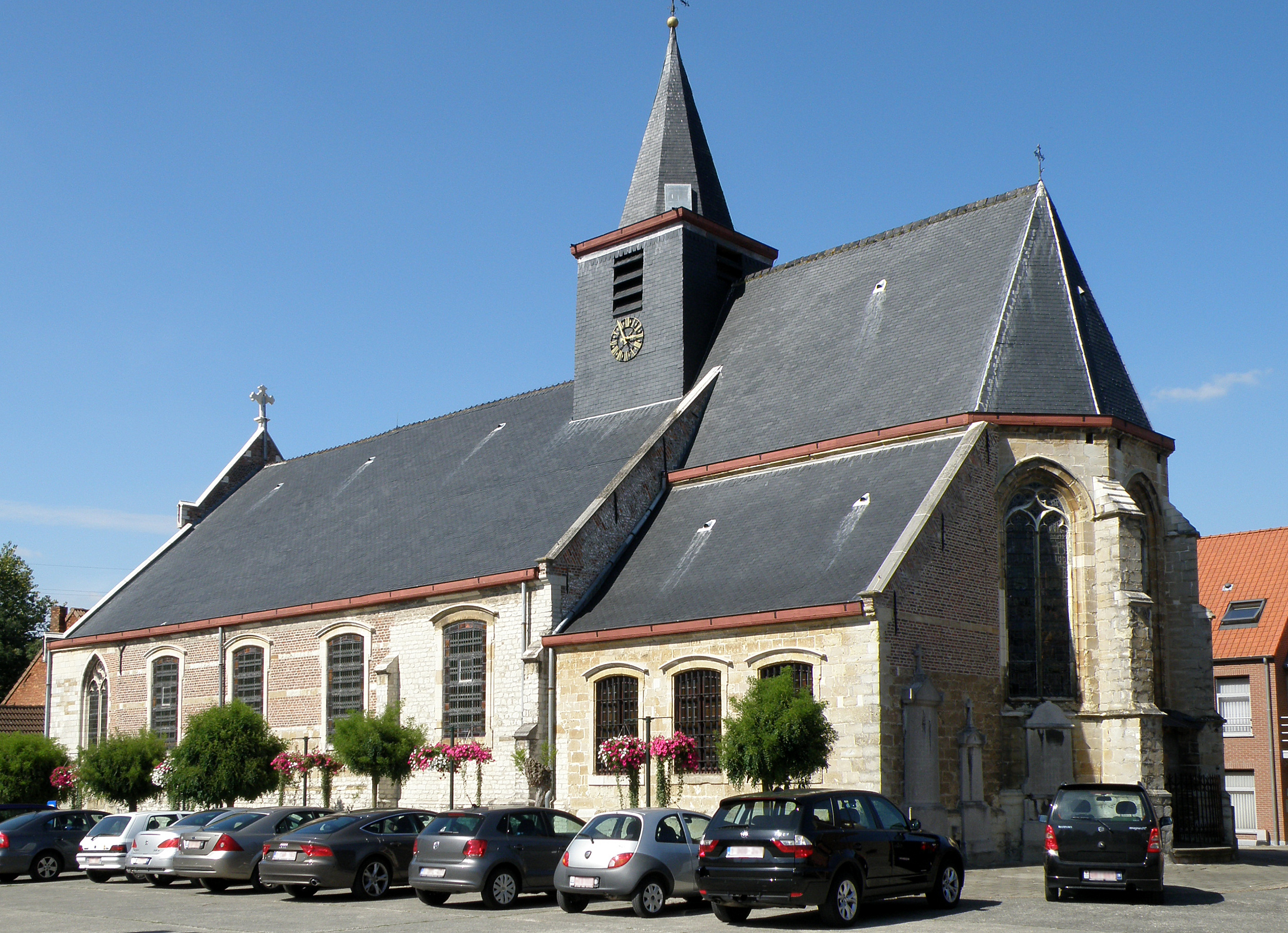
Sint-Martinuskerk

De Sint-Martinuskerk is de parochiekerk van de tot de Oost-Vlaamse gemeente Lebbeke behorende plaats Denderbelle, gelegen aan Dorp.

## Geschiedenis
Mogelijk was de parochie een afsplitsing van de Sint-Martinusparochie te Moorsel, waarvan het patronaatsrecht berustte bij de Abdij van Lobbes. In 1227 werd voor het eerst melding van een parochie te Denderbelle gemaakt. In 1232 werd voor het eerst melding gemaakt van een kerkgebouw.
Oorspronkelijk zou dit betrekking hebben op een romaans of vroeggotisch éénbeukig kerkgebouw, waarvan de huidige middenbeuk nog een restant zou zijn. Het laatgotisch koor werd in 1539 gebouwd. De kerk werd tijdens de godsdiensttwisten (tweede helft 16e eeuw) vernield en daarna hersteld. Het hoogaltaar werd in 1622 door Jacob Ulner van Dendermonde geplaatst.
De noordelijke zijbeuk is aan Onze-Lieve-Vrouw gewijd. De zuidelijke zijbeuk, aan Sint-Martinus gewijd, zou in 1642 zijn toegevoegd.
In 1771 werd de sacristie vernieuwd en in 1771-1777 werd de kerk in- en uitwendig sterk gewijzigd. Ook werd toen een nieuwe voorgevel gebouwd die echter in 1895, naar ontwerp van Clement Sterck, door een neogotische voorgevel werd vervangen. In 1975-1983 werd de kerk gerestaureerd.

## Gebouw
Het betreft een driebeukige kerk onder een enkel zadeldak, die voornamelijk uit zandsteenblokken is opgebouwd maar waarin ook baksteen verwerkt is. De voorgevel is van baksteen. De georiënteerde kerk heeft een driezijdig gesloten koor en een vierkante klokkentoren boven de meest oostelijke travee, voorafgaand aan het koor.

## Interieur
De kerk bezit een drietal glas in lood-ramen uit begin 20e eeuw.
Een schilderij uit 1628 toont Sint-Martinus die zijn mantel met een bedelaar deelt, mogelijk een werk van Jan Van Swaervelde. Andere schilderijen zijn: Calvarieberg met Maria Magdalena en Kruisiging (beide omstreeks 1600), Margaretha-Maria Alacoque geknield voor het kruis (omstreeks 1700); Portret van een prelaat (18e eeuw).
Uit 1725 is een ruiterbeeld van Sint-Martinus in gepolychromeerd hout. Verder is er een beeldje van Sint-Anna uit 1664 en diverse neogotische beelden.
Het noordelijk zijaltaar is uit de tweede helft van de 17e eeuw, het zuidelijk zijaltaar is van omstreeks 1630. De koorbanken zijn 18e eeuws en de lambrisering, met twee ingewerkte biechtstoelen, is van 1744. De preekstoel, van 1754, is in rococostijl.
Het Vereecken-orgel is van omstreeks 1860. Het heeft een orgelkast in neo-Lodewijk XV-stijl.